# Damm vor Peine

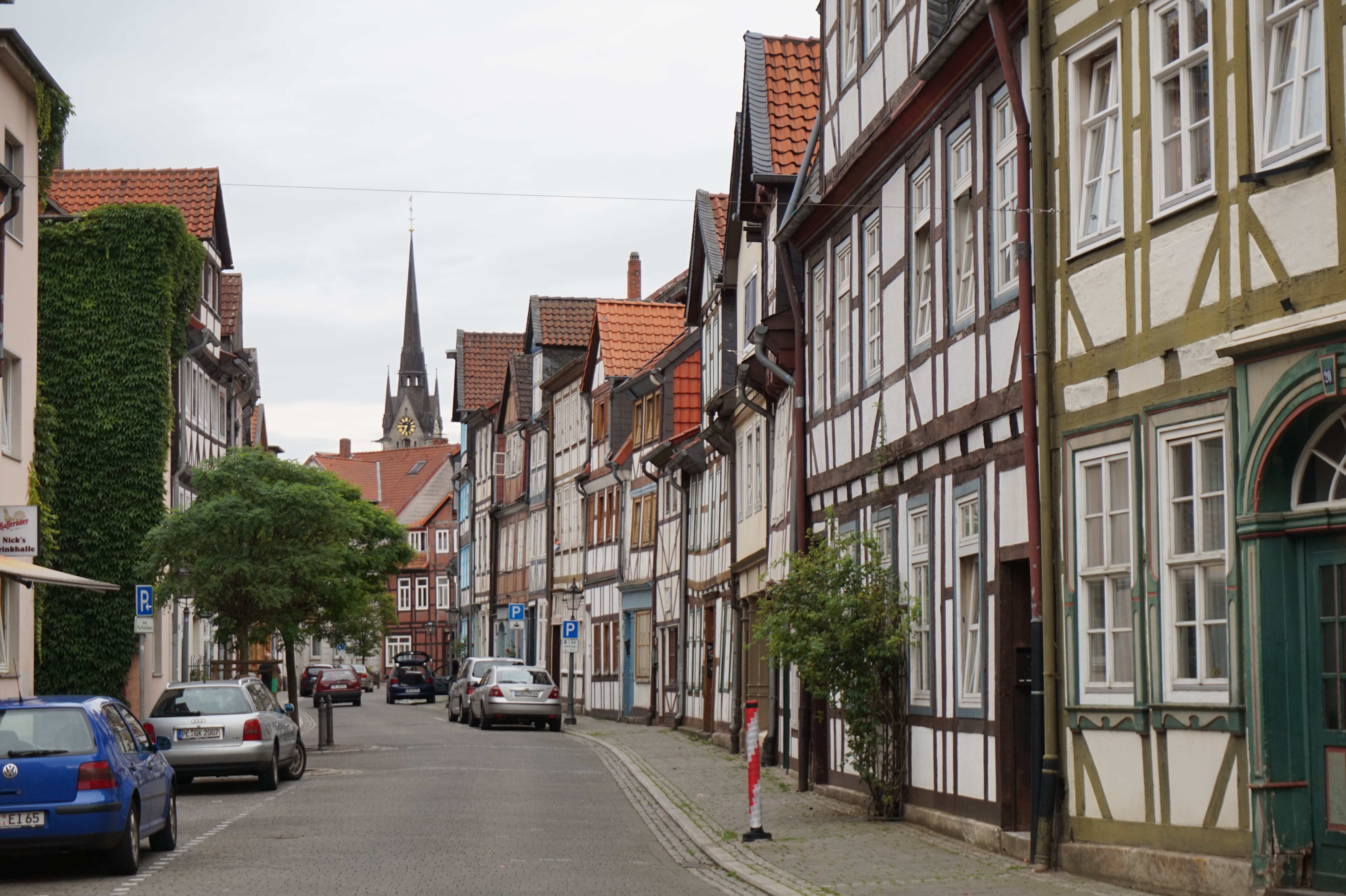
Blick ostwärts auf den Damm in Peine

Damm vor Peine, im 19. Jahrhundert Vorstadt Damm, heute Der Damm oder Dammviertel, war bis 1852 eine selbständige Gemeinde vor den Toren von Peine. 1852 wurde sie in die Stadt Peine eingemeindet.

## Geschichte
Der Damm und die Kniepenburg werden heute von der frühen Besiedlung her als der älteste Teil Peines angesehen. Im Jahr 1760 hat die Gemeinde Damm vor Peine nach der statistischen Zählung 9 freie Häuser und an Hofstellen 4 Halbspannhöfe, 6 Viertelspannhöfe, 12 Großköthner, 8 Kleinköthner und 34 Brinksitzer, insgesamt also 73 Haushalte umfasst. Es war somit einer der größeren Orte des Amtes Peine. Zur Gemeinde gehörten ein kleines fürstliches Schloss, eine Vorburg, ein Kloster und insgesamt drei Mühlen (eine fürstliche und zwei private). Administrativ gehörte Damm vor Peine zu einem anderen Amtsbezirk als die Stadt Peine, zur sogenannten Hausvogtei. Bis 1852 war Damm vor Peine in der Hausvogtei eine selbständige Gemeinde mit Recht auf einen eigenen Bürgermeister.

## Peiner Judengemeinde
Die Peiner Judengemeinde bestand schon seit dem Mittelalter und wurde 1350 erstmals urkundlich erwähnt, als es schon um Maßnahmen der Verfolgung ging. Juden war nicht gestattet, innerhalb der Stadtmauern zu leben, weswegen sie auf dem Damm vor der Stadt siedeln mussten. Sloman van Peyne ist der erste Jude in Peine, der namentlich erwähnt wird.
Nach der ersten Vertreibung 1457 siedelten 150 Jahre keine Juden mehr in Peine. Erst 1603 wurde Nathan Schay aus dem freien Moritzberg bei Hildesheim, unter dem Protest des Magistrats, vom Fürstbischof gestattet, wieder auf Damm vor Peine zu leben. 1633 lebten fünf jüdische Familien auf dem Damm und es gab bereits eine Schule. Um 1690 gab es 140 Juden auf dem Damm, die eine kleine Synagoge in der Schloßstraße nutzten. 1714 wurde die Synagoge im Garten der neuen Adresse Damm 12 wiedererrichtet, wo sie bis zum Bau der neuen Synagoge 1907 in der heutigen Hans-Marburger-Straße bleiben sollte. Der Friedhof der jüdischen Gemeinde lag auf dem damals weit außerhalb der Stadt gelegenen Land des Vorwerks Telgte. 1785 erhielt die Gemeinde das Recht auf einen eigenen Rabbiner, es lebten jetzt 34 jüdische Familien auf dem Damm.
Unter dem napoleonischen Königreich Westphalen erhielten die Juden 1808 die Freiheit, auch in der Stadt Peine zu leben. Als erste nutzten dies die Familien von Isaac Selig, Lemmel Salomon und Selig Fürst. Die Bedeutung von Damm vor Peine für die jüdische Gemeinde ging allmählich zurück, bis in der Volkszählung 1843 erstmals mehr Juden in der Stadt Peine lebten (107) als in der Vorstadt Damm (100).

## Eingemeindung 1852
Nach ersten Überlegungen Anfang des Jahrhunderts gab es 1847 konkrete Vorschläge des Peiner Magistrats zu einer Eingliederung der Vorstadt Damm in die Stadt. Diese sei „eine Straße der hiesigen Stadt, ... die ersten Häuser des Dammes reihen sich unmittelbar an die letzten Häuser der Stadt, so daß die Grenze beider Kommunen äußerlich durchaus nicht erkennbar ist“, hieß es in einem Schreiben an die Landesbehörde. 1847 gab es auch schon keinen eigenen Bürgermeister mehr in Damm vor Peine und auch keinen Nachtwächter mehr. Zwei ehrenamtliche Vorsteher führten die Geschäfte der Gemeinde, und Polizeidiener war nebenberuflich ein Schneider.
Im Königreich Hannover gab es damals starke Bestrebungen zur Eingemeindung von Vorstädten. Man befürchtete, dass Handwerker aus der Stadt in die Vorstädte ziehen könnten, wo es niedrigere Steuern, Personal- und Betriebskosten gab. Bei den noch in den alten Gilden zusammengeschlossenen Handwerkern der Stadt gab es andererseits Vorbehalte gegen die minderwertige Konkurrenz der "Damm-Fuscher". Dennoch sollte die Eingemeindung vorangetrieben werden, wenn die Dammer denn zustimmten. Auf einer einberufenen Versammlung aller Dammbewohner am 12. Oktober 1850 stimmte überraschend die große Mehrheit der Einwohner für die Vereinigung mit Peine, die nach Beseitigung letzter Widerstände in Damm und Peine am 9. September 1852 vollzogen wurde.